# جيف بارتون
جيف بارتون (بالإنجليزية: Geoff Barton)‏ هو صحفي بريطاني، ولد في القرن العشرين.

## وصلات خارجية
- جيف بارتون على موقع ميوزك برينز (الإنجليزية)